# Medisinissas
Medisinissas (en grec ancien : Μεδισινίσσας) est un chef berbère actif en Byzacène lors des guerres de l'Empire byzantin contre les tribus berbères locales. En 534 et 535, il fait partie des chefs berbères qui se rebellent contre l'autorité byzantine en Afrique.
En 534, Medisinissas, avec les chefs berbères Cusina, Esdilasas et Iourphouthès, se soulèvent et défont les officiers byzantins Aïgan et Rufin en Byzacène. Rufin sera capturé et décapité par Medisinissas. En 535, il est battu par le général Solomon à Mammès. Il participe peut-être à la bataille du mont Bourgaon, mais n'est plus mentionné par la suite.

## Référencement